# Rosenadler
Rosenadler var en adelsätt från Uppsala.
Stamfader för ätten är professor Skytteanus, statssekreterare Johan Upmarck, som adlades 1719 på namnet Rosenadler och introducerades på nummer 1578. Han var son till Erik Hansson Ångerman som var gästgivare och rådman. Hans mor, Maria Folcker, tillhörde en välkänd borgarsläkt och var Bureättling. Johan och hans bror Jöran upptog släktnamnet Upmarck efter staden; senare ändrades det till Upmark av ättlingar till Jöran Upmarck. Släkten Upmarck kommer ursprungligen från Själevad.
Johan Rosenadler fick med sin hustru Eva Schwede sonen president Carl Albrekt Rosenadler. Med denne slockande ätten på svärdssidan 1799.